# Dicranocephalus insularis
Dicranocephalus insularis är en insektsart som först beskrevs av William Sweetland Dallas 1852.  Dicranocephalus insularis ingår i släktet Dicranocephalus och familjen Stenocephalidae. Inga underarter finns listade i Catalogue of Life.